# Los basiliscos
Los basiliscos (I basilischi en italiano) es una película dramática italiana de 1963, escrita y dirigida por Lina Wertmüller. La ópera prima de Wertmüller, protagonizada por Antonio Petruzzi, Stefano Satta Flores y Sergio Ferranino, se enfoca en un grupo de jóvenes apáticos que no pueden salir de su pueblo.
La película, ganadora del premio Vela de Plata en el Festival de Cine de Locarno, fue rodada en blanco y negro, y estuvo inspirada la fuerte impresión que tuvo Wertmüller al visitar por primera vez el pueblo de donde era originario su padre, situado en la región sureña de Apulia.

## Argumento
En Minervino Murge, una localidad ubicada entre Apulia y Basilicata, tres hombres jóvenes pasan su vida sin evento alguno, rechazando incluso la oportunidad de irse a una ciudad más grande. 

## Reparto
- Antonio Petruzzi - Antonio
- Stefano Satta Flores - Francesco
- Sergio Ferranino - Sergio
- Enrica Chiaromonte - Maddalena
- Rossana Santoro - Anna
- Marisa Omodei - Cicci

## Premios y reconocimientos
| Año  | Premio                                    | Categoría                 | Nominación      | Resultado |
| ---- | ----------------------------------------- | ------------------------- | --------------- | --------- |
| 1963 | Festival Internacional de Cine de Locarno | Vela de Plata - Dirección | Lina Wertmüller | Ganadora  |